# 我們結婚了 (第二季)
本列表為《我們結婚了》第二季的每集節目列表。

## 新婚夫婦
- 金容俊與黄正音－戀人夫婦，共18回
- 2009年，節目改版邀请到真正的戀人金容俊和黄正音出演，向大家展现他们的試婚生活，第二季由此展開。

| 集數 | 播出日期   | 標題        | 備註 |
| ---- | ---------- | ----------- | ---- |
| 01   | 2009/05/10 | 容俊變了... |      |
| 02   | 2009/05/17 |             |      |
| 03   | 2009/05/24 |             |      |
| 04   | 2009/05/31 |             |      |
| 05   | 2009/06/07 |             |      |
| 06   | 2009/06/14 |             |      |
| 07   | 2009/06/21 |             |      |
| 08   | 2009/06/28 |             |      |
| 09   | 2009/07/05 |             |      |
| 10   | 2009/07/12 |             |      |
| 11   | 2009/07/19 |             |      |
| 12   |            |             |      |
| 13   |            |             |      |
| 14   |            |             |      |
| 15   |            |             |      |
| 16   |            |             |      |
| 17   |            |             |      |
| 18   |            |             |      |

## 牛奶焦糖夫婦
- 朴載正與U-ie（After School）－牛奶焦糖夫婦、斯多含夫婦，共20回
- 另名斯多含夫婦，因兩人飾演善德女王內年輕的斯多含與美室得名

| 集數 | 播出日期   | 標題                               | 備註 |
| ---- | ---------- | ---------------------------------- | --- |
| 12   | 2009/08/02 | Day-1 浪漫是相信                   | 入住新婚房，朴載正為兩人改稱為「焦糖」和「牛奶」                                                         |
| 13   | 2009/08/09 | 不會表達的男人                     | 第一次相約游泳，發現U-ie是出身自體育高中的游泳選手背景                                                   |
| 14   | 2009/08/15 | U-ie為載正準備的…                  | After School拜訪                                                                                         |
| 15   | 2009/08/22 | 還有…載正要帶去的地方？            | 與孫太英會面，到濟州島展開新婚旅行                                                                       |
| 16   | 2009/08/29 | Romantic的新婚旅行甚麼時候開始呢？ | 第一次著情侶裝，因朴載正安排（？）錯過尾班船滯留在牛島                                                   |
| 17   | 2009/09/05 | 沒有我就哭（？）的丈夫             | 尋找民宿，兩人夜裡釣魚時朴載正玩接歌遊戲向U-ie表達心聲；朴載正探班，一同拜訪白智榮、少女時代的潤娥和Kara |
| 18   | 2009/09/12 | 大叔的改造計劃（？）               | 兩人一同到美容室及拜訪形象指導，朴載正被U-ie改變形象                                                     |
| 19   | 2009/09/19 | 沉悶的載正遇到活潑的Boom的時候     | Boom到訪新婚房                                                                                           |
| 20   | 2009/09/26 | 賢內助…很累                        | U-ie探訪載正拍攝現場，認識Ocean Five                                                                     |
| 21   | 2009/10/03 | 公公婆婆的拜訪1                    | 與朴載正父母見面，被指廚藝稍遜的U-ie親自負責朴載正父母的午飯                                             |
| 22   | 2009/10/10 | 公公婆婆的拜訪2                    | |
| 23   | 2009/10/31 | 為了受傷的靈魂（？）校園約會       | U-ie和在學的朴載正在東國大學初次約會                                                                     |
| 24   | 2009/11/07 | 我們搬家了                         | 搬到新的新婚房，U-ie提議玩「餅乾遊戲」試圖BOBO                                                           |
| 25   | 2009/11/14 | 夫婦角色對換（上）                 | 與新婚夫婦和亞當夫婦共同進行                                                                             |
| 26   | 2009/11/21 | 夫婦角色對換（下）                 | 夫人組完成一日軍人體驗，丈夫組共同腌泡菜，瑟雍探望丈夫組                                                 |
| 27   | 2009/11/28 | 帶著愛和悲傷（？）的百日紀念旅行   | 前往慶州旅行，尋找第一次合作時的電視劇場景「斯多含的大樹」                                               |
| 28   | 2009/12/05 | 100日旅行Part.2、夫婦運動會（上）  | 為紀念結婚一百日，突然拍攝婚紗照                                                                         |
| 29   | 2009/12/12 | 夫婦運動會（下）                   | |
| 30   | 2009/12/19 | 只屬於兩個人的電影                 | 兩人共同創作電影                                                                                         |
| 31   | 2009/12/26 | 最後的任務                         | 第一次BOBO，最後一幕拍攝前突然收到假想婚姻結束的任務卡，定下十一年之約                                   |

## 亞當夫婦

亞當夫婦：趙權、Gain

- 趙權（2AM）與Gain（Brown Eyed Girls）－亞當夫婦（아담부부），共58回
- Adam在韓語中意指「嬌小的」，因為兩人個子都並不高，所以被命名為亞當夫婦。
- 兩人是第二季最活躍的一對，在一起的時間長達一年三個月（2009/9/20-2011/1/6共473天），以《我們結婚了》於2010MBC演藝大賞分別獲得「綜藝節目部門男、女新人獎」及「年度最佳螢幕情侶獎」。
- 2009年12月16日，兩人合唱單曲〈우리 사랑하게 됐어요 We Fell in Love〉發行。2010年6月30日，趙權單曲〈고백하던 날 The Day I Confessed〉發行，創作靈感來自於他與GaIn的搬家及相處過程。
- 兩人常一起上節目，GaIn曾在趙權第一次發表〈고백하던 날 The Day I Confessed〉時偷偷上台伴舞。
- 2011年1月6日凌晨，在MBC廣播現場電台節目《深深打破》中宣布結束一年三個月的假想婚姻生活。2011年1月15日，播出亞當夫婦參與的最後一集《我們結婚了》。趙權在Twitter和Me2day上表示對亞當夫婦觀眾的感謝。
- 從節目下車後，亞當夫婦曾用多種方式多次表示他們感情依然很好，例如在Twitter上傳合照，到各自的Cyworld以“老公/老婆”的暱稱留言。最近一次是在SBS《人氣歌謠》Brown Eyed Girls的回歸訪問直播中擁抱。
- 2011年12月31日，兩人與維尼夫婦、鯨魚夫婦和酒窩夫婦一起在《MBC歌謠大戰》中當MC。另外還以合作舞台方式演出了金泫雅和張賢勝的〈Trouble Maker〉，兩人性感還有最後Gain在趙權的脖子上留下一吻的表演令人留下深刻印象。
- 2012年7月14日，兩人在北京韓流星光演唱會再次合唱〈우리 사랑하게 됐어요 We Fell in Love〉，其間趙權向Gain下跪與牽手引起台下觀眾巨大的歡呼。
- 2012年12月25日，趙權現身Brown Eyed Girls的演唱會，並在自己的推特發照片祝福B.E.G的演唱會成功。當晚，Gain於台上對台下的趙權大喊三聲「老公」。[1]
- 2012年12月31日，兩人在MBC歌謠大戰上一同為大家送上一個甜蜜的舞台，先由趙權獻唱〈告白的日子〉，Gain再加入一同唱出〈我們相愛了〉，最後以趙權後背擁抱GaIn甜蜜地結束表演。
- 2014年2月6日，Gain發行專輯《True Or Dare》，趙權出演主打曲〈True Or Dare〉的MV和合唱單曲〈Q&A〉。
- 2015年3月17日，趙權出演Gain的專屬綜藝節目《四種秀》。[2][3]

| 集數 | 播出日期   | 標題                                                    | 備註                                                                                                |
| ---- | ---------- | ------------------------------------------------------- | --------------------------------------------------------------------------------------------------- |
| 01   | 2009/10/03 | 初次見面（上）                                          | 入住貨櫃屋                                                                                          |
| 02   | 2009/10/24 | 初次見面（下）                                          | |
| 03   | 2009/10/31 | 宿舍探訪（上）                                          | 叫珍雲、瑟雍（2AM）起床、趙權生活一百條公約                                                         |
| 04   | 2009/11/07 | 宿舍探訪（下）                                          | 做料理給2AM吃、趙權反覆repeat大爆炸、第一次背背                                                     |
| 05   | 2009/11/14 | 佈置貨櫃屋、夫婦角色對換（上）                          | |
| 06   | 2009/11/21 | 夫婦角色對換（下）                                      | 女子組（軍訓）及男子組（醃泡菜）                                                                    |
| 07   | 2009/11/28 | 新婚旅行（上）                                          | 佳人為趙權準備牛骨湯                                                                                |
| 08   | 2009/12/05 | 新婚旅行（下）、夫婦運動會（上）                        | 趙權的初戀(吳旁室事件)                                                                              |
| 09   | 2009/12/12 | 夫婦運動會（下）、蜜月滑雪（上）                        | 前往江原道滑雪、佳人剪短髮                                                                          |
| 10   | 2009/12/19 | 蜜月滑雪（下）、搬新家                                  | 情侶手套事件                                                                                        |
| 11   | 2009/12/26 | 錄製單曲（上）                                          | 錄製合唱曲〈我們相愛了〉                                                                            |
| 12   | 2010/01/02 | 錄製單曲（下）、電台節目和聖誕夜遊                      | 作曲家李民秀、作詞家金依娜及JeA（Brown Eyed Girls）聯手調教趙權、《深深打破》現場合唱、聖誕明洞約會 |
| 13   | 2010/01/09 | 禮儀學習                                                | 產生家訓〈苦難、逆境、然後幸福〉，傳統婚禮                                                          |
| 14   | 2010/01/16 | 裝飾新房                                                | 趙權大聲喊三次我愛妳                                                                                |
| 15   | 2010/01/23 | 單曲打榜                                                | 2010年1月9日在Music Core演唱〈我們相愛了〉、與泫雅（4minute）見面、趙權首次破音                     |
| 16   | 2010/01/30 | 演唱會告白                                              | 趙權在朴軫永的演唱會上以〈求婚曲〉表白、2AM籌備隱藏攝影機BOBO計畫                                   |
| 17   | 2010/02/06 | 隱藏攝影機之Kiss計劃                                    | 2AM〈死也不能放開你〉MV拍攝，趙權額頭BOBO                                                           |
| 18   | 2010/02/13 | 外國訪客                                                | 有肌肉的美聲團體隊長                                                                                |
| 19   | 2010/02/20 | 英語補習                                                | |
| 20   | 2010/02/27 | 喬遷宴（上）                                            | 2AM與Brown Eyed Girls參與                                                                           |
| 21   | 2010/03/06 | 喬遷宴之料理對決（中）                                  | 昶旻（2AM）與GaIn的料理對決，GaIn勝出                                                               |
| 22   | 2010/03/13 | 喬遷宴之遊戲時間（下）                                  | 2AM、Brown Eyed Girls人氣投票，趙權與Gain敗，被罰食檸檬、保齡球對決、製作CP戒指                     |
| 23   | 2010/03/20 | 花車遊行邀請（上）                                      | 趙權為手受傷的GaIn做早餐                                                                            |
| 24   | 2010/03/27 | 花車遊行邀請之Nichkhun家教（下）                        | Nichkhun（2PM）以英語老師身份出演、趙權瘋狂吃醋                                                     |
| 25   | 2010/04/24 | 香港特輯（上）                                          | |
| --   | 2010/05/01 | 回顧特輯                                                | JeA（Brown Eyed Girls）以MC身份特別客串                                                             |
| 26   | 2010/05/22 | 香港特輯（中）                                          | 參加外國記者餐會、Gain巧克力BOBO                                                                    |
| 27   | 2010/05/29 | 香港特輯（下）                                          | 看煙火                                                                                              |
| 28   | 2010/06/05 | 看電影、交換情侶戒指（上）                              | 趙權巧克力BOBO                                                                                      |
| 29   | 2010/06/12 | 交換情侶戒指（下）、挑戰情侶蹦極                        | |
| 30   | 2010/06/19 | 寄宿2AM宿舍、搬新家                                     | |
| 31   | 2010/06/26 | 添置新家當、Special Event                               | 首次公開〈告白的日子〉完整版，收錄在2AM專輯《Saint o'clock》特別版中。                              |
| 32   | 2010/07/03 | 錄製「來玩吧」200天紀念日（上）                         | 慶祝新居初夜喝紅酒、趙權慶祝200日電台call in event                                                  |
| 33   | 2010/07/10 | 錄製「來玩吧」200天紀念日（下）                         | 「來玩吧」秘密任務、Gain back hug回禮                                                               |
| 34   | 2010/07/17 | 拍攝婚紗畫報之行前準備                                  | 在家練習拍婚紗                                                                                      |
| 35   | 2010/07/24 | 拍攝婚紗畫報之試穿婚紗                                  | |
| 36   | 2010/07/31 | 拍攝婚紗畫報之in峇里島1                                 | |
| 37   | 2010/08/07 | 拍攝婚紗畫報之in峇里島2                                 | |
| 38   | 2010/08/14 | 拍攝婚紗畫報之in峇里島3                                 | Gain素顏公開，趙權讚GaIn素顏更漂亮                                                                  |
| 39   | 2010/08/21 | 拍攝婚紗畫報之in峇里島4                                 | Gain在拍攝婚照其間偷親趙權，亞當夫婦的初Kiss                                                        |
| 40   | 2010/08/28 | 峇里島最後的故事、亞當夫婦與Khuntoria的相遇（上）       | |
| 41   | 2010/09/04 | 亞當夫婦與Khuntoria的相遇（下）、告白的日子初舞台（上） | 與Khuntoria double date                                                                             |
| 42   | 2010/09/11 | 告白的日子初舞台（中）                                  | |
| 43   | 2010/09/18 | 中秋特輯－恐怖特輯                                      | 亞當夫婦勝出，獲得「最強夫婦」的稱號                                                                |
| 44   | 2010/09/25 | 告白的日子初舞台（下）                                  | Gain伴舞event                                                                                       |
| 45   | 2010/10/02 | 前往市中心的愉快度假                                    | 特別休假caseA or caseB、趙權時光倒流抽籤、享用美味buffet                                            |
| 46   | 2010/10/09 | 足浴、與李民秀作曲家見面                                | |
| 47   | 2010/10/16 | 小新郎！生日快樂！                                      | 趙權做紫菜包飯、GaIn字卡event                                                                       |
| 48   | 2010/10/23 | 亞當夫婦結婚一週年濟州行1                               | 瑟雍（2AM）與JeA（Brown Eyed Girls）擔任「愛的絆腳石」出演                                          |
| 49   | 2010/10/30 | 亞當夫婦結婚一週年濟州行2                               | |
| 50   | 2010/11/06 | 亞當夫婦結婚一週年濟州行3                               | |
| 51   | 2010/11/20 | 亞當夫婦結婚一週年濟州行4                               | |
| 52   | 2010/11/27 | 亞當夫婦結婚一週年濟州行5、夫人收到化妝包的日子         | 海釣、加上第二條家訓〈亞當出生〉、送名牌包                                                          |
| 53   | 2010/12/04 | 全部我的愛開拍D-1                                       | BEAST尹斗俊出演                                                                                     |
| 54   | 2010/12/11 | 增進未來父母的素養和資質：幼兒園一日輔助老師體驗（上）  | |
| 55   | 2010/12/18 | 增進未來父母的素養和資質：幼兒園一日輔助老師體驗（下）  | |
| 56   | 2010/12/25 | 聖誕Event之準備驚喜                                     | 趙權與Nichkhun秘密錄歌event                                                                         |
| 57   | 2011/01/01 | 聖誕Event之公開驚喜                                     | 學做咖啡拉花、溜冰、趙權演唱〈幸福的我〉、偷襲BOBO                                                  |
| 58   | 2011/01/15 | 亞當夫婦離別特輯                                        | 在深深打破宣布下車、最後一餐、趙權字卡event                                                         |

## 紅薯夫婦

紅薯夫婦：鄭容和、徐玄

- 鄭容和（CNBLUE）與徐玄（少女時代）－紅薯夫婦、容徐夫婦，共51回
- 「容徐夫婦」（용서부부）為韓國官方名稱，命名緣於「容徐」與「寬恕」之韓文同字同音；另因徐玄非常喜愛紅薯（地瓜），故華語地區粉絲則多稱為「紅薯夫婦」。
- 2010年2月11日開始第一次拍攝，是節目開播以來年紀最小的夫婦之一。兩人憑藉本節目獲得2010年《MBC演藝大賞》綜藝部門人氣獎。
- 2010年6月19日鄭容和和徐玄以特別MC的身分，與俞利（少女時代）共同主持MBC 《Show! 音樂中心》。
- 2010年8月29日MBC 2010仁川韓流演唱會，鄭容和和徐玄初合作舞台，與CNBLUE成員共同演出〈RUN DEVIL RUN〉及〈愛情光〉。
- 2010年12月26日於Youtube上傳由兩人親自作詞作曲的〈平語歌 （页面存档备份，存于）〉自拍影片，至今已經累積超過500萬的觀看次數，且根據統計為韓國2011年上半年Youtube點擊率第八名的影片。
- 鄭容和在2011年1月14日公開〈給初次戀愛的戀人們（平語歌）〉音源，公開後的十小時內即登上各大音源網站排行榜的首位。
- 鄭容和和徐玄在2011年3月14日白色情人節完成最後一次錄影，因為兩人之後的演藝活動在檔期上無法互相配合，宣佈退出節目，婚姻生活共397日。（拍攝日期：2010/2/11-2011/3/14）
- 2011年8月20日MBC在日本新潟舉辦的「K-POP All Star Live」演唱會中，鄭容和與徐玄同台合唱〈給初次戀愛的戀人們（平語歌）〉。
- 2012年4月7日孝淵（少女時代）、鄭容和以特別MC的身分與徐玄共同主持MBC 《Show! 音樂中心》。
- 2012年11月2日，由兩人所親自錄製並上傳至Youtube的〈平語歌〉影片遭MBC以版權因素封鎖，引發不滿。

- 2012年11月5日，〈平語歌〉影片封鎖解除。
- 2013年1月18日，KBS《KBS音樂銀行|音樂銀行》待機室由徐玄和潤娥（少女時代）擔任特別MC，共同採訪回歸的CNBLUE。
- 2014年5月31日，由兩人所親自錄製並上傳至Youtube的 <平語歌>影片再次遭MBC以版權因素封鎖
- 2014年12月1日，〈平語歌〉影片封鎖解除。
- <平語歌>影片持續遭MBC以版權因素封鎖中。
- 2017年1月13日，鄭容和、徐玄與黃致列共同擔任第31屆金唱片獎音源大賞主持人。

| 集數 | 播出日期   | 標題                                 | 備註                                                                                          |
| ---- | ---------- | ------------------------------------ | --------------------------------------------------------------------------------------------- |
| 01   | 2010/02/27 | 初次見面－你來自哪顆星               | MBC大廳初見面；太妍、蒂芬妮（少女時代）及CNBLUE出演；喜歡和愛的不同；紅薯3個                  |
| 02   | 2010/03/06 | 一點一點，慢慢的…                    | 新堂洞辣炒年糕；交換決心信；書局買情侶戒指、馬克杯及睡襪；KBS《音樂銀行》戒指認證             |
| 03   | 2010/03/13 | 第二次見面－作為預備夫婦，踏出第一步 | 書店互送書及CD；樂天世界遊樂園；跳樓機打賭（容和勝）                                          |
| 04   | 2010/03/20 | 容和，說出你的願望                   | 樂器行；容和買迷你吉他給徐玄；四手聯彈                                                        |
| 05   | 2010/03/27 | 預備夫婦拜訪新婚房！                 | 大棗拿鐵；上道洞新房參觀                                                                      |
| 06   | 2010/04/24 | 徐玄有家人了（上）                   | CNBLUE全員出演；「正信朋友」誕生；徐玄舞蹈教室                                                |
| 07   | 2010/05/22 | 徐玄有家人了（下）                   | 樂器教學；汗蒸幕                                                                              |
| 08   | 2010/05/29 | 容徐特別的22天                       | 捐血；看電影《阿凡達》                                                                        |
| 09   | 2010/06/05 | 夫婦生活準備好了嗎                   | 夫婦共同存摺；新房裝潢討論；前往正東津的日出旅行                                              |
| 10   | 2010/06/12 | 結束又是另一個開始                   | 火車遊樂場、KTV；下雨沒有日出；「好好生活吧！」                                               |
| 11   | 2010/06/19 | 現在開始應該只會有晴天了吧           | 下雨天搬家；驗收「WHAT'S UP」；弄丟決心信的道歉手冊；少女時代大姨子來訪                       |
| 12   | 2010/06/26 | 丈夫也有了家人                       | 太妍、孝淵、蒂芬妮、秀英（少女時代）及正信（CNBLUE）訪問新婚房                                |
| 13   | 2010/07/03 | 容徐夫婦新婚日記（上）               | CNBLUE機場驚魂記；徐玄上學、容和看家                                                          |
| 14   | 2010/07/10 | 容徐夫婦新婚日記（中）               | 新婚夫婦的第一頓晚餐：黑米和太淡的大醬湯；訂立生活守則                                        |
| 15   | 2010/07/17 | 容徐夫婦新婚日記（下）               | 晨間運動；打羽毛球；考駕照、打賭「說平語 vs Genie舞蹈」孝淵當教師                             |
| 16   | 2010/07/24 | 容老公做的如何？玄夫人做的如何？     | 駕照筆試容和領先5分；駕訓場練習                                                               |
| 17   | 2010/07/31 | 天才駕駛之路                         | 兩人駕照路考失敗；安慰派對                                                                    |
| 18   | 2010/08/07 | 容徐夫婦，遭遇低潮期                 | 孝淵（少女時代）及正信（CNBLUE）出演；容和跳《Genie》、徐玄說平語；容和回歸舞台戒指事件       |
| 19   | 2010/08/14 | 關懷鄭變成容初丁                     | 打撞球及打賭（容和勝）；義大利麵；徐玄背容和                                                  |
| 20   | 2010/08/21 | 一個風和日麗的夏日                   | 夫婦一起醃大海味泡菜作為CNBLUE溫居禮                                                          |
| 21   | 2010/08/28 | 需要嫂子的援手                       | 徐玄初訪CNBLUE宿舍；奶油義大利麵vs辣炒年糕；敏赫表演魔術                                      |
| 22   | 2010/09/04 | 關懷鄭&容初丁之間                    | 徐玄與CNBLUE一起打撞球；91Line vs釜山派；夫婦vs小叔子                                         |
| 23   | 2010/09/11 | 上野樹里來容徐家作客！               | 迴轉壽司；容和理想型：上野樹里出演；徐玄吃醋                                                  |
| 24   | 2010/09/18 | 中秋特輯－恐怖特輯                   | 亞當夫婦、容徐夫婦及Khuntoria共同參與；正信（CNBLUE）擔任特別MC                               |
| 25   | 2010/09/25 | 從少女到淑女（上）                   | 生日祝賀簡訊下落不明之謎；討論Skin ship                                                       |
| 26   | 2010/10/02 | 從少女到淑女（中）                   | 容徐的double生日「兩排紅薯田」；徐玄種紅薯跳過容和準備的event                                 |
| 27   | 2010/10/09 | 從少女到淑女（下）                   | 蝴蝶項鍊；徐玄唱《愛情光》、容徐童話書Ⅰ、新戒指作為容和生日禮物；《愛情光》創作故事；首次牽手 |
| 28   | 2010/10/16 | 夫婦拉鋸戰                           | 一個月的欲擒故縱；紅薯吃光光；《仁川韓流演唱會》合作舞台任務；徐玄為T-RAX前輩MV穿婚紗         |
| 29   | 2010/10/23 | 天氣，擒縱，各自練習的三重苦…        | 上道洞新婚房排練；容丈夫上班、玄夫人與小叔子彩排；夫婦共同初舞台；吉他背帶上200日胸章         |
| 30   | 2010/10/30 | 容徐夫婦200天                        | 穿校服吃紅豆冰；容和送《徐玄進軍日本手冊》手工書                                              |
| 31   | 2010/11/06 | 容徐夫婦…去日本旅行                  | 徐玄送出自普吉島帶回的禮物和兩本書；新拍立得照片；前往紅薯故鄉「日本川越之旅」                |
| 32   | 2010/11/20 | 容徐夫婦日本旅行                     | 紅薯冰淇淋；冰川神社結緣繪馬；豪華日式料理；去7-11買啤酒；徐玄主動挽容和的手                  |
| 33   | 2010/11/27 | 容徐夫婦，在日本的夜晚               | 真心談話時間；紅薯6個；222日的掰手腕                                                          |
| 34   | 2010/12/04 | 收穫紅薯的日子                       | 徐玄駕照考取成功；紅薯歉收夫婦暴走                                                            |
| 35   | 2010/12/11 | 在收穫了紅薯之後…                    | 海邊浪漫口袋牽手；烤大蝦之餵食擒縱；《平語歌 （页面存档备份，存于）》初公開                   |
| 36   | 2010/12/18 | 平語歌－容徐夫婦的共同創作           | 《Hoot》舞蹈教學；分裝紅薯；到CNBLUE宿舍製作《平語歌》                                        |
| 37   | 2010/12/25 | 容徐夫婦的平語歌                     | 天才作詞家徐玄；漢江水上的士、打籃球、打賭（徐玄勝）；容和背徐玄                                  |
| 38   | 2011/01/01 | 上道洞平語歌走向世界？               | 上道洞家錄製《平語歌》UCC影片                                                                 |
| 39   | 2011/01/08 | 容徐夫婦釜山行1                      | 《平語歌》上傳；徐玄觀看CNBLUE首場演唱會；釜山之旅；CP眼鏡；靠肩睡覺                          |
| 40   | 2011/01/15 | 容徐夫婦釜山行2                      | 和婆婆共進生魚片大餐；給婆婆的禮物和信                                                        |
| 41   | 2011/01/22 | 容徐夫婦釜山行3                      | 餵海鷗；五六島遊覽船；與容和兒時玩伴見面                                                      |
| 42   | 2011/01/29 | 容徐夫婦釜山行4                      | 參觀容和母校；容和做牛丼給徐玄吃                                                              |
| 43   | 2011/02/05 | 容徐夫婦健康檢查                     | 健康檢查；按摩；「要一起死才可以」；抓小指                                                    |
| 44   | 2011/02/12 | 容徐夫婦在滑雪場的日子               | 滑雪場暖男暖女；容和教徐玄滑雪板                                                              |
| 45   | 2011/02/19 | 滑雪場之夜                           | 無做飯天分的夫婦；大蒜五花肉；徐玄替容和化妝                                                  |
| 46   | 2011/02/26 | 容徐夫婦拍婚紗照（上）               | 妝髮；試婚紗；宗泫及正信（CNBLUE）出演                                                        |
| 47   | 2011/03/05 | 容徐夫婦拍婚紗照（下）               | 瑟雍（2AM）及金娜怜探班；額頭和臉頰BOBO；徐玄送容和手織圍巾；初BACKHUG                        |
| 48   | 2011/03/12 | 容徐夫婦明洞逛街（上）               | 送《平語歌》單曲；婚紗照成品；容和在日本弄丟圍巾；明洞逛街                                    |
| 49   | 2011/03/19 | 容徐夫婦明洞逛街（下）               | 中式料理；溜冰場；容和手織粉灰CP圍巾及道歉手冊給徐玄                                          |
| 50   | 2011/03/26 | 離別特輯－最後，最初的故事           | 容和駕照考取；重回MBC大廳及CNBLUE練習室；CNBLUE出演；徐玄彈唱改詞的《平語歌》                 |
| 51   | 2011/04/02 | 離別特輯－幸福的最後一天             | 新堂洞；熊老公、狗玩偶；容和送徐玄粉紅吉他；紅薯10個；徐玄送容徐童話書Ⅱ；再見的擁抱           |

## 維尼夫婦
- Nichkhun（2PM）與Victoria（f(x)）－KHUNTORIA、維尼夫婦、國際夫婦，共64回，至第四季結束依舊是節目開播以來回數最多的夫婦。
- 「KHUNTORIA」為韓國原始稱法，中國粉絲則暱稱為「維尼夫婦」。
- 2010年6月1日開始第一次的節目拍攝。在参與《我们结婚了》之前，Nichkhun曾向节目组提到，想和Victoria一起出演。
- Nichkhun為美籍泰國人（泰華混血），Victoria則是中國人（山東青島），同在異國發展的他們，韓語相對於母語顯得生疏，也因此為節目衍生出許多笑料，被韓國當地視為「國際夫婦」，兩人並以《我們結婚了》獲得2010年《MBC演藝大賞》綜藝部門人氣獎。Victoria也由于在节目中的优秀表现，使得2011年成为Victoria的大势。
- 2010年12月31日，於《MBC歌謠大戰》同台演出。
- 2011年9月6日，MBC《我們結婚了》工作人員宣佈KHUNTORIA將於9月中旬離開節目，結束1年3個月的假想婚姻，婚姻生活共456日（2010年6月1日－2011年8月31日），8月30日是KHUNTORIA最後一次進行拍攝。而Nichkhun亦在宣佈下車（即離開節目）當天，在Twitter上留言感謝大家1年3個月以來對他們的愛與支持。[5]
- 2011年9月17日播出最後一集。
- 2011年12月31日，於《MBC歌謠大戰》與另外3對夫婦同台擔任主持。
- 2012年7月11日，兩人共同出演MBC《黃金漁場之Radio Star》外國明星特輯。

| 集數 | 播出日期   | 標題                                               | 備註                                                                             |
| ---- | ---------- | -------------------------------------------------- | -------------------------------------------------------------------------------- |
| 01   | 2010/06/26 | 我們變成夫婦了（上）                               | 63大廈初次見面，金娜怜、咸慇晶（T-ara）、善伙（Secret）客串演出                  |
| 02   | 2010/07/03 | 我們變成夫婦了（中）                               | 兩吃貨去吃五花肉，Nichkhun唱《Nothing Better》給Victoria聽                       |
| 03   | 2010/07/10 | 我們變成夫婦了（下）                               | 去KTV唱歌，祐榮、俊昊（2PM）來訪                                                 |
| 04   | 2010/07/17 | 第一次夫婦旅行（上）                               | Nichkhun騙Victoria沒有帶照片日記                                                 |
| 05   | 2010/07/24 | 第一次夫婦旅行（中）                               | Nichkhun公開給Victoria的照片日記驚喜                                             |
| 06   | 2010/07/31 | 第一次夫婦旅行（下）                               | 學做陶藝                                                                         |
| 07   | 2010/08/07 | 真實遊戲、老公的生日 （上）                        | 幫老公準備生日宴                                                                 |
| 08   | 2010/08/14 | 老公的生日（下）、駕照報名（上）                   | Victoria準備了禮物給Nichkhun的母親                                               |
| 09   | 2010/08/21 | 駕訓練習（下）、南山之旅（上）                     | 遊南山塔                                                                         |
| 10   | 2010/08/28 | 南山之旅（下）、與亞當夫婦約會（上）               | 首次牽手                                                                         |
| 11   | 2010/09/04 | 與亞當夫婦約會（下）                               | Nichkhun首次躺Victoria大腿                                                       |
| 12   | 2010/09/11 | Khuntoria考取駕照（上）                            | Nichkhun請miss A和瑟雍（2AM）一起完成專屬Victoria的中譯試題本                    |
| 13   | 2010/09/18 | 中秋特輯－恐怖特輯                                 | 三對夫婦被騙進鬼屋                                                               |
| 14   | 2010/09/25 | Khuntoria考取駕照（下）、玩卡丁車後吃炒年糕        | Nichkhun通過技能考試，Victoria通過韓語筆試                                       |
| 15   | 2010/10/02 | 成為好爸爸之路（上）                               | 與Luna、Sulli、Krystal（f(x)）一起去水上遊樂園玩                                 |
| 16   | 2010/10/09 | 成為好爸爸之路（下）                               | 與Luna、Sulli、Krystal（f(x)）一起去水上遊樂園玩                                 |
| 17   | 2010/10/16 | 我老公的釜山演唱會、Thank you演唱會（上）          | Victoria到釜山看2PM演唱會                                                        |
| 18   | 2010/10/23 | Thank you演唱會（下）、我們去逃亡了（上）          | 遊艇約會                                                                         |
| --   | 2010/10/26 | 夫婦拍攝〈I'll be back〉                           | 官網花絮                                                                         |
| 19   | 2010/10/30 | 我們去逃亡了（下）                                 | Khuntoria的100日車上約會，乙旺里海水浴場                                         |
| 20   | 2010/11/06 | 入住新家                                           | 結婚百日紀念                                                                     |
| 21   | 2010/11/20 | 為新家購置生活用品                                 | 購買新家用品、名字兒                                                             |
| 22   | 2010/11/27 | 糖醋肉大餐、為Nichkhun妹妹拍攝〈Nu ABO〉MV         | 一起煮飯                                                                         |
| 23   | 2010/12/04 | Khuntoria泰國行1                                   | 婆家初見面                                                                       |
| 24   | 2010/12/11 | KHUNTORIA泰國行2                                   | 拜訪婆家                                                                         |
| --   | 2010/12/15 | Khun導演拍攝的〈Nu ABO〉MV                         | 官網花絮                                                                         |
| 25   | 2010/12/18 | Khuntoria泰國行3                                   | 記者會                                                                           |
| 26   | 2010/12/25 | 聖誕特輯（上）                                     | Nichkhun與趙權一同錄製《I can't》歌曲event，俊昊、燦盛（2PM）應援                |
| --   | 2010/12/27 | MBC歌謠大戰KHUNTORIA合作舞台預告片完整版           | 官網花絮                                                                         |
| 27   | 2011/01/01 | 聖誕特輯（下）                                     | Nichkhun給Victoria CD，Victoria玻璃Letter event                                  |
| 28   | 2011/01/08 | Khuntoria泰國行4                                   | 遊華欣、騎馬、夜市做情侶裝                                                       |
| 29   | 2011/01/15 | KHUNTORIA泰國行5                                   | Nichkhun教Victoria游泳                                                           |
| 30   | 2011/01/22 | 2PM CB舞台突襲、傳遞愛心便當                       | Victoria煮泰國食物給Nichkhun應援                                                 |
| 31   | 2011/01/29 | 製作義大利麵、四字成語對決                         | Nichkhun煮義大利麵給Victoria吃                                                   |
| 32   | 2011/02/05 | 與2PM的餃子派對（上）                              | 2PM來訪                                                                          |
| 33   | 2011/02/12 | 與2PM的餃子派對（下）                              | 2PM來訪                                                                          |
| 34   | 2011/02/19 | 年終夫婦合作舞台1                                  | Nichkhun到Victoria公司排練，銀赫幫忙                                             |
| --   | 2011/02/21 | 歌謠大戰Idea會議、《全愛》客串中「咚咚」隱藏的秘密 | 官網花絮                                                                         |
| 35   | 2011/02/26 | 年終夫婦合作舞台2                                  | 編舞首次公開 銀赫提問                                                            |
| 36   | 2011/03/05 | 年終夫婦合作舞台3                                  | 與俊昊、燦盛（2PM）及瑟雍、珍雲（2AM）一同拍攝《MBC歌謠大祭典》預告片            |
| 37   | 2011/03/12 | 年终夫婦合作舞台完结篇                             | 合作舞台當日                                                                     |
| 38   | 2011/03/19 | 南瓜餅任務                                         | 南瓜餅任務和Victoria初次駕駛                                                     |
| 39   | 2011/03/26 | 濟洲島之旅（上）                                   | 夫婦去濟洲島旅行                                                                 |
| 40   | 2011/04/02 | Victoria生日驚喜、濟洲島之旅（下）                 | 榴蓮蛋糕驚喜                                                                     |
| 41   | 2011/04/09 | 一天美食記者（上）                                 | 夫婦做記者介紹韓國傳統美食                                                       |
| 42   | 2011/04/16 | 一天美食記者（下）                                 | 2PM燦盛出演                                                                      |
| 43   | 2011/04/23 | 招待國家選手—李龍大（上）                          | Sulli（f(x)）與羽球國手李龍大來訪、巧遇Nichkhun合作過的女模特                    |
| 44   | 2011/04/30 | 招待國家選手—李龍大（中）                          | Sulli弄髒床單事件                                                                |
| 45   | 2011/05/07 | 招待國家選手—李龍大（下）                          | 與李龍大、Sulli（f(x)）比賽羽毛球、夫婦於Disco Pang Pang互喊「Khuntoria 我愛你」 |
| 46   | 2011/05/14 | 明日的棒球之王（上）                               | 為KBO斗山熊隊開球                                                                |
| 47   | 2011/05/21 | 明日的棒球之王（下）                               | 帽子BOBO                                                                         |
| 48   | 2011/05/28 | 給Victoria的便當驚喜                               | Nichkhun請Fei、Jia、Suzy（miss A）一起完成給Victoria的麻婆豆腐便當               |
| 49   | 2011/06/04 | 吃吧，跑吧，相愛吧（上）                           | 夫婦一起洗車、玩ATV（登山摩托車）                                                |
| 50   | 2011/06/11 | 吃吧，跑吧，相愛吧（下）                           | 挑戰高空彈跳失敗，吃Kiss意粉，Nichkhun彈鋼琴曲《Kiss the Rain》，互相表白        |
| 51   | 2011/06/18 | 拍攝水上遊樂園廣告、結婚一周年（上）               | 與2PM一起拍攝                                                                    |
| 52   | 2011/06/25 | 結婚一周年（下）、拍攝婚紗照（上）                 | Amber（f(x)）出演                                                                |
| 53   | 2011/07/02 | Khuntoria拍攝婚紗照（下）                          | Amber（f(x)）出演，初kiss                                                        |
| 54   | 2011/07/09 | 最佳婚禮（上）                                     | 2PM及Amber（f(x)）參加                                                           |
| 55   | 2011/07/16 | 最佳婚禮（下）                                     | 2PM及Amber（f(x)）參加                                                           |
| --   | 2011/07/19 | 最佳充電Kiss完整版                                 | 官網花絮                                                                         |
| 56   | 2011/07/23 | 撞球之神誕生                                       | 打撞球                                                                           |
| 57   | 2011/07/30 | 培養共同的興趣                                     | 種植生菜和辣椒                                                                   |
| 58   | 2011/08/06 | 與Tiger JK&尹未來夫婦的相遇                        | 一起製作泡菜                                                                     |
| 59   | 2011/08/13 | 照顧Tiger JK&尹未來夫婦的兒子                      | 照顧趙丹                                                                         |
| 60   | 2011/08/20 | 夏日休假－馬爾代夫1                                | 一起游泳                                                                         |
| 61   | 2011/08/27 | 夏日休假－馬爾代夫2                                | 做導遊                                                                           |
| 62   | 2011/09/03 | 夏日休假－馬爾代夫3                                | 領舞跳《Hot Summer》、《Hands up》                                               |
| 63   | 2011/09/10 | 夏日休假－馬爾代夫4                                | 浮潛                                                                             |
| 64   | 2011/09/17 | 離別特輯－我們的幸福時光                           | 與Luna、Sulli、Amber（f(x)）及李龍大選手一起慶祝結婚456天派對、Victoria字卡event |

## 其他
- 李善鎬與黃雨瑟惠，共10回
- 瑟雍（2AM）與李成敏，共2回（兩人因「夫婦運動會」而組成短暫伴侶）

## 外部連結
- 官方网站（韓國MBC）
- 官方网站（日本KNTV）（日語）
- 官方网站（台灣緯來戲劇台）（繁體中文）